# Arnold Zimmermann (Theologe)
Arnold Zimmermann (* 19. Juli 1872 in Zürich; † 30. Januar 1951 in Küsnacht) war ein Schweizer evangelischer Geistlicher und Heimatforscher.

## Leben

### Familie
Arnold Zimmermann war der Sohn des Theologen Georg Rudolf Zimmermann (* 5. Juni 1825 in Zürich; † 8. Juni 1900 ebenda), Gründer und von 1894 bis 1899 erster Präsident des Krankenasyls Neumünster und dessen Ehefrau Maria Emma (geb. Finsler); sein Bruder war der Pfarrer Friedrich Theophil Zimmermann (1861–1939), von 1931 bis 1936 Präsident der Evangelischen Gesellschaft Zürich.
Er heiratete 1900 Maria, Tochter von Philipp Ludwig Ernst Sander; ihr gemeinsamer Sohn war der spätere Regisseur Hans Zimmermann. 

### Ausbildung
Arnold Zimmermann besuchte die Kantonsschule (heute: Kantonsschule Küsnacht) in Zürich und immatrikulierte sich als Theologiestudent an der Universität Zürich; das Studium setzte er an der Universität Basel, der Universität Berlin und der Universität Halle fort. 1895 erfolgte seine Ordination.

### Werdegang
Er war anfangs Vikar in Bülach und Weiach, bis er dort von 1897 bis 1903 Pfarrer war. Von 1913 bis 1913 war er als Pfarrer in Rorbas-Freienstein und von 1913 bis 1940 in Zürich in der Kirche Neumünster tätig; in dieser Zeit erfolgte 1924 seine Wahl in den Zürcher Kirchenrat, in dem er bis 1947 vertreten war, davon von 1939 bis 1947 als Präsident des Kirchenrats.
Von 1940 bis 1947 war er Vorstandsmitglied des Schweizerischen Evangelischen Kirchenbunds. Er war auch Präsident des Positiven Schweizerischen evangelisch-kirchlichen Vereins und von 1947 bis 1951 Präsident des Schweizerischen Protestantischen Volksbunds.
Als Vertreter der Positiven redigierte er auch deren Organ Der Kirchenfreund und verfasste 1921 deren Vereinsgeschichte Fünfzig Jahre Arbeit im Dienste des Evangeliums für das reformierte  Schweizervolk.

## Ehrungen und Auszeichnungen
- 1937 ernannte die Universität Zürich Arnold Zimmermann zum Dr. theol. h. c.
- 1938 wurde er durch die ungarische Universität Debrecen zum Ehrenprofessor ernannt.[3]

## Schriften (Auswahl)
- Theophil Zimmermann; Arnold Zimmermann; Hans C. Ulrich: Georg Rudolf Zimmermann, Pfarrer am Fraumünster und Dekan: Ein Lebensbild aus der Zürcher Kirche. Zürich 1903.
- 75 Jahre der Rettungsanstalt Freienstein 1838–1913. Zürich: Berichth, 1913.
- Fünfzig Jahre Arbeit im Dienste des Evangeliums für das reformierte Schweizervolk. Kirchenfreund Zürich 1921.
- Die Zwingli-Gedenkfeier im Jahre 1931. Zürich 1932.
- Das Gebot vom Sonntag und die Gegenwart. Bern Buchhandlung der Evangelischen Gesellschaft 1937.
- Heinrich Bullinger. Zürich 1938.
- Die Bronze-Türe am Südwest-Portal des Grossmünsters in Zürich. Zürich: Schulthess, 1939.
- Die Bedeutung des Fraumünsters für die Zürcherkirche von der Reformation bis zur Regeneration. Zürich 1942.
- Emil Staub; Arnold Zimmermann: Bilder aus der Kirchengeschichte. Zürich: Schulthess, 1948.